# マチネ・ポエティク
マチネ・ポエティクとは、太平洋戦争中の1942年（昭和17年）に、日本語によるソネットなどの定型押韻詩を試みるために始まった文学運動。加藤周一、中村真一郎、福永武彦、窪田啓作、原條あき子らが中心となった。
ただし、正式に外部に対してこう名乗ったのは終戦後の1946年（昭和21年）、「世代」創刊号から第6号まで掲載された『CAMERA EYES』においてである。

## 概要
この運動の念頭には、フランス文学者でもあった福永の近代日本文学への批判及び、日本の文学者は外国語を理解していない、という批判があった。福永らは、文学にとって必要な「他者としての自己」を確立するために外国語を学ぶことを主張し、その一環として外国語の手法で詩を作ることを目指した。
戦後の1948年（昭和23年）7月1日、中村らは真善美社より「マチネ・ポエティク詩集」を上梓するが、日本語による押韻詩を否定していた三好達治から否定的な評価を受ける。その後、三好の批判を受けて自己批判を行った中村が1950年（昭和25年）に「終息宣言」を出すに至る。以降、メンバーは小説や評論に転じて殆ど詩作を廃した。ちなみに、福永は1947年（昭和22年）から肋膜炎により療養に入っており、論争には参加していない。
中田喜直は1950年（昭和25年）に歌曲集「マチネ・ポエティクによる4つの歌曲」を作曲している。付曲したのは、福永の『火の鳥』、加藤の『さくら横ちょう』、原條の『髪』、中村の『真昼の乙女たち』。
文学運動としては不全に終わったマチネ・ポエティクであるが、その後も定型押韻詩、とりわけ脚韻詩の試みそのものは、『六十二のソネット』『ことばあそびうた』といった作品を発表した谷川俊太郎や、1991年（平成3年）に「日本定型詩協会」を発足させた飯島耕一などによって引き継がれている。